# Hippocrepis salzmannii
Hippocrepis salzmannii es un arbusto de la familia de las fabáceas. Es originaria de la región del Mediterráneo.

## Descripción
Son plantas anuales. Tallos de hasta 50 cm de altura, erecto-ascendentes, glabros. Hojas con 4-7 pares de folíolos; folíolos ovado-cuneados; estípulas con glándulas en la base. Inflorescencias con hasta 8 flores. Cáliz de 4,5-7 mm, cilíndrico, ciliado, con dientes sobrepasando la uña del estandarte, mucho más cortos que el tubo. Corola de 10,5-15,5 mm. Legumbre de 5-7,2 mm de anchura, fuertemente curvada, marginada en la zona seminífera, con senos abriéndose en la parte convexa. Florece y fructifica en marzo y abril.

## Distribución y hábitat
Se encuentra en pinares, retamares o alcornocales cercanos a la costa, en substrato arenoso o calizo; a una altitud de 0-80 metros en el SW de España y NW de Marruecos (península Tingitana). En Cádiz, desde la desembocadura del Guadalquivir hasta las estribaciones de las sierras de Algeciras.

## Taxonomía
Hippocrepis salzmannii fue descrita por Boiss. & Reut.  y publicado en Diagnoses Plantarum Orientalium Novarum, ser. 1, 2: 101. 1843.
Citología
Números cromosomáticos de Hippocrepis salzmannii (Fam. Leguminosae) y táxones infraespecíficos:  2n=14
Sinonimia
subsp. maura (Braun-Blanq. & Maire) Maire
- Hippocrepis maura Braun-Blanq. & Maire
- Hippocrepis salzmannii subsp. maura (Braun-Blanq. & Maire) Bornm.[4]